# اروين هارتمان
اروين هارتمان (بالألمانية: Erwin Hartmann) (و. 1924 – 2012 م) هو فيزيائي، وأستاذ جامعي من ألمانيا . ولد في ريغنسبورغ .
توفي عن عمر يناهز 88 عاماً.

## مناصب وهيئات
أدار جامعة لودفيغ ماكسيميليان في ميونخ.